# Tephritis mixta
Tephritis mixta är en tvåvingeart som först beskrevs av Walker 1853.  Tephritis mixta ingår i släktet Tephritis och familjen borrflugor. Inga underarter finns listade i Catalogue of Life.